# Балила
 Тази статия е за италианския бунтовник.  За организацията вижте Национална организация „Балила“.  
Балила (на италиански: Balilla), прякор на Джован Батиста Перасо, е полулегендарен национален герой на Италия.
Сведенията за него са оскъдни. Според легендата като дете през 1746 година той хвърля камък по хабсбургски войници в родния му град Генуа, с което предизвиква масов бунт, довел до освобождаването на Генуа от хабсбургска окупация по време на Войната за австрийското наследство.
Балила се споменава в текста на Химна на Италия, а името му носи Национална организация „Балила“, казионната младежка организация на тоталитарния фашистки режим в страната.